# 375

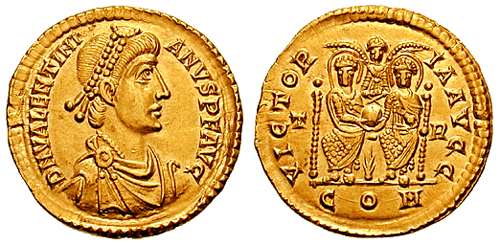
Keizer Valentinianus II op een solidus

Het jaar 375 is het 75e jaar in de 4e eeuw volgens de christelijke jaartelling.

## Gebeurtenissen

### Europa
- De Hunnen onderwerpen de Ostrogoten in Oekraïne. Zij richten verwoestingen aan en breiden hun macht verder uit in Oost-Europa. Koning Ermanerik pleegt zelfmoord, omdat hij zijn nederlaag niet kan verwerken. Vithimiris volgt hem op; de Oost-Germaanse volkeren beginnen met de Grote Volksverhuizing naar het Westen.
- 17 november - Keizer Valentinianus I vertrekt naar Pannonië om een dreiging van de Quaden aan de Donaugrens tegen te houden. Tijdens een audiëntie maakt hij zich kwaad over hun vredesvoorstel en overlijdt aan een hartinfarct.
- 22 november - De 16-jarige Gratianus volgt zijn vader Valentinianus I op als keizer van het West-Romeinse Rijk en vestigt zijn residentie in Augusta Treverorum (huidige Trier). Valentinianus' 4-jarige zoon Valentinianus II wordt tot (mede)keizer uitgeroepen.
- Gratianus laat zich adviseren door bisschop Ambrosius. Hij draagt het bestuur van Italië, Illyricum, Hispania en Africa over aan Valentinianus II, onder het regentschap van zijn stiefmoeder Iustina.

### Italië
- Paus Damasus I versterkt het pauselijke gezag in Rome. Hij voert een zoektocht naar een theologisch argument, uit dit ontwikkelingsproces ontstaat het begrip paus (of papa) zoals we het nu kennen.

### India
- Koning Samudra-Gupta richt in de oude heilige stad Prayag (India) een pilaar op om zijn veroveringen te vereeuwigen.

## Geboren
- Constantius III, keizer van het West-Romeinse Rijk (waarschijnlijke datum)

## Overleden
- Caradocus, koning van Brittannië (waarschijnlijke datum)
- Emmelia van Caesarea, heilige
- Ermanerik, koning van de Ostrogoten
- Gorgonia, heilige
- 17 november - Valentinianus I (54), keizer van het Romeinse Rijk
- Victor van Piacenza, bisschop